# 미나미카타정
미나미카타정(南方町)은 일본 미야기현 북동부에 위치했던 정이다.현재는 도메시의 지역이 되었다.

## 지리
미야기현 북동부에 위치한 마을이다. 마을의 북서부에 구릉 지대가 있으며 평탄한 지형을 이루고 있다.

## 역사
- 1889년 4월 1일 - 정촌제 시행과 함께 도메군 미나미카타촌이 성립하였다.
- 1964년 4월 1일 - 정으로 승격하였다.
- 2005년 4월 1일 - 쓰야마정과 합병해 도메시가 되었다.

## 교육

### 중학교
- 미나미카타정립 미나미카타 중학교

### 초등학교
- 미나미카타정립 미나미카타 초등학교
- 미나미카타정립 도고 초등학교
- 미나미카타정립 사이고 초등학교

## 교통

### 철도
센호쿠 철도 도메 선 다카이시 역이 1921년 7월 5일에 개업하였다. 1922년에 사이고 역이, 1934년에 누마사키시타 역, 이타쿠라 역이 개업했다. 1968년 3월 25일 도메선 전역을 폐지하였다.

### 도로
- 도도부현도
  - 미야기 현도 1호 후루카와사누마 선
  - 미야기 현도 198호 닛타요네야마 선
  - 미야기 현도 199호 요네야마사코 선
  - 미야기 현도 237호 세미네 도요사토 선